# Renato Perona
Renato Perona (Terni, Úmbria, 24 de maig de 1927 - Terni, Úmbria, 9 d'abril de 1984) va ser un ciclista italià que va córrer a finals dels anys 40 del segle xx.
El 1948 va prendre part en els Jocs Olímpics de Londres, en què guanyà una medalla d'or en la prova de tàndem fent parella amb Ferdinando Teruzzi.